# Riccardo Pazzaglia
Riccardo Pazzaglia, né le 12 septembre 1926 à Naples (Campanie) et mort le 4 octobre 2006 à Rome (Latium), est un écrivain, journaliste, réalisateur, acteur et présentateur de télévision italien,.

## Biographie
Il est le père de Massimiliano Pazzaglia.

## Publications
- Specchio ustorio, Grimaldi & Co., 2009
- Il cadavere in bicicletta e altri divertenti delitti, Flaccovio Dario, 2006
- L'invenzione della pasta. Certificato di nascita dei maccheroni, Guida, 2006
- Come l'America fu costretta a farsi scoprire, Rizzoli, 2003
- Separati in casa, Newton Compton, 1999
- Odore di caffè, Guida, 1999
- La repubblica romana ha i giorni contati, Mondadori, 1998
- Garibaldi ha dormito qui. Storia tragicomica dell'unità d'Italia, Mondadori, 1995
- Il regno dei due cognati. Storia tragicomica di Napoli francese, Mondadori, 1993
- La stagione dei bagni, Rizzoli, 1987
- Partenopeo in esilio, Rizzoli, 1985
- Il brodo primordiale, Rizzoli, 1985

## Filmographie

### Réalisateur
- 1961 : L'onorata società (it)
- 1965 : Les Combinards (La fabbrica dei soldi), coréalisé avec Juan Estelrich March (es) et Jean-Claude Roy
- 1974 : Farfallon (it)
- 1986 : Separati in casa (it)

### Scénariste
- 1957 : La Belle et le Corsaire (Il corsaro della Mezza Luna) de G. M. Scotese

### Acteur
- 1983 : "FF.SS." - Cioè: "...che mi hai portato a fare sopra a Posillipo se non mi vuoi più bene?" de Renzo Arbore : un publicitaire